# يحيى مفرح
يحيى مفرح (و. 1968  م) هو لاعب جودو يمني، شارك في الألعاب الأولمبية الصيفية 1992.

## روابط خارجية
- يحيى مفرح على موقع JudoInside.com (الإنجليزية)
- يحيى مفرح على موقع أوليمبيديا (الإنجليزية)